# Pseudotropin
Pseudotropin ist eine chemische Verbindung aus der Gruppe der Tropanole und ein Isomer von Tropin.

## Vorkommen
Pseudotropin kann zusammen mit mehreren anderen Alkaloiden in der Koka-Pflanze gefunden werden. Daneben kommt es auch im weißen Bilsenkraut und in der Tollkirsche vor.

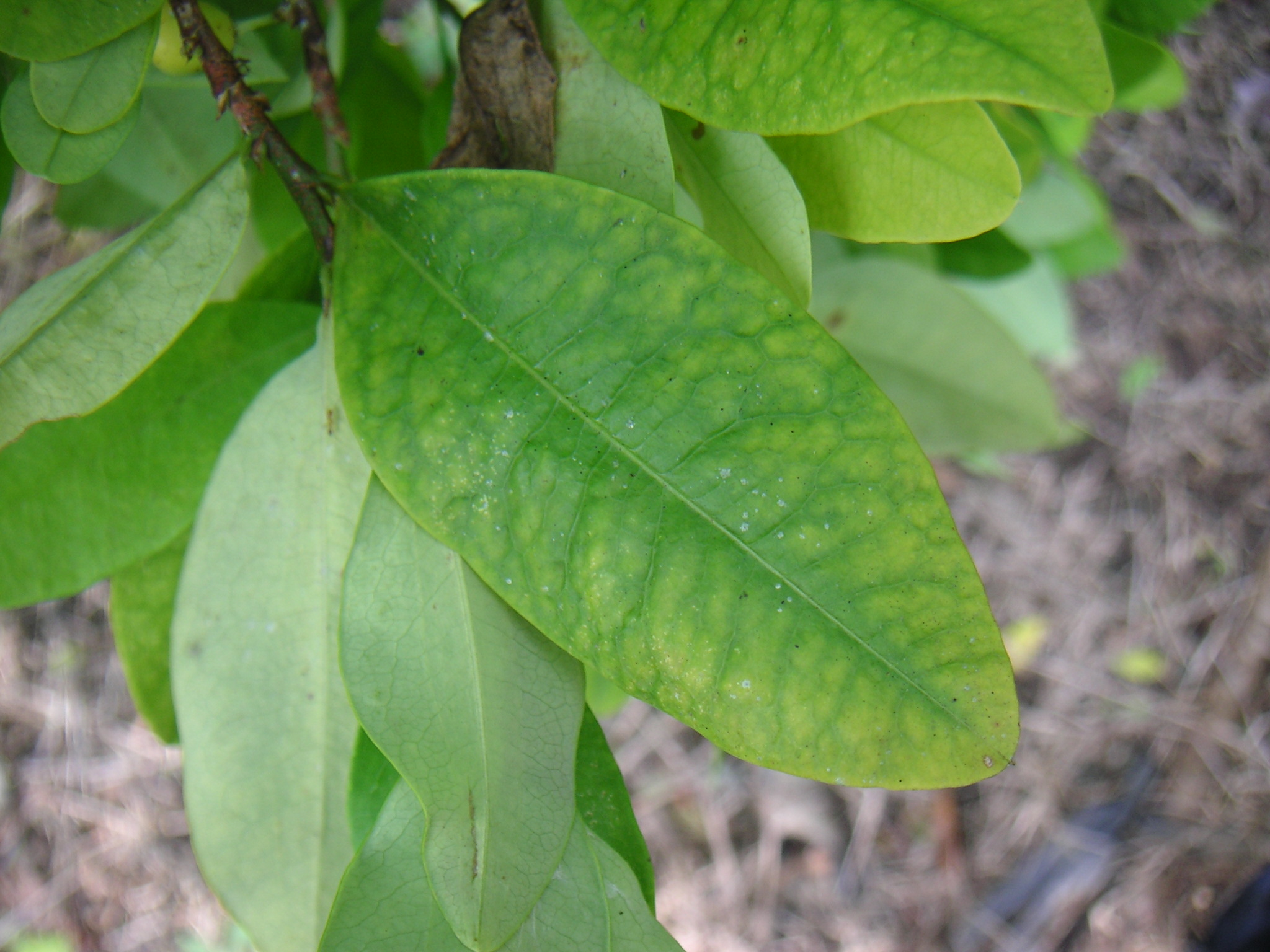
Koka-Pflanze
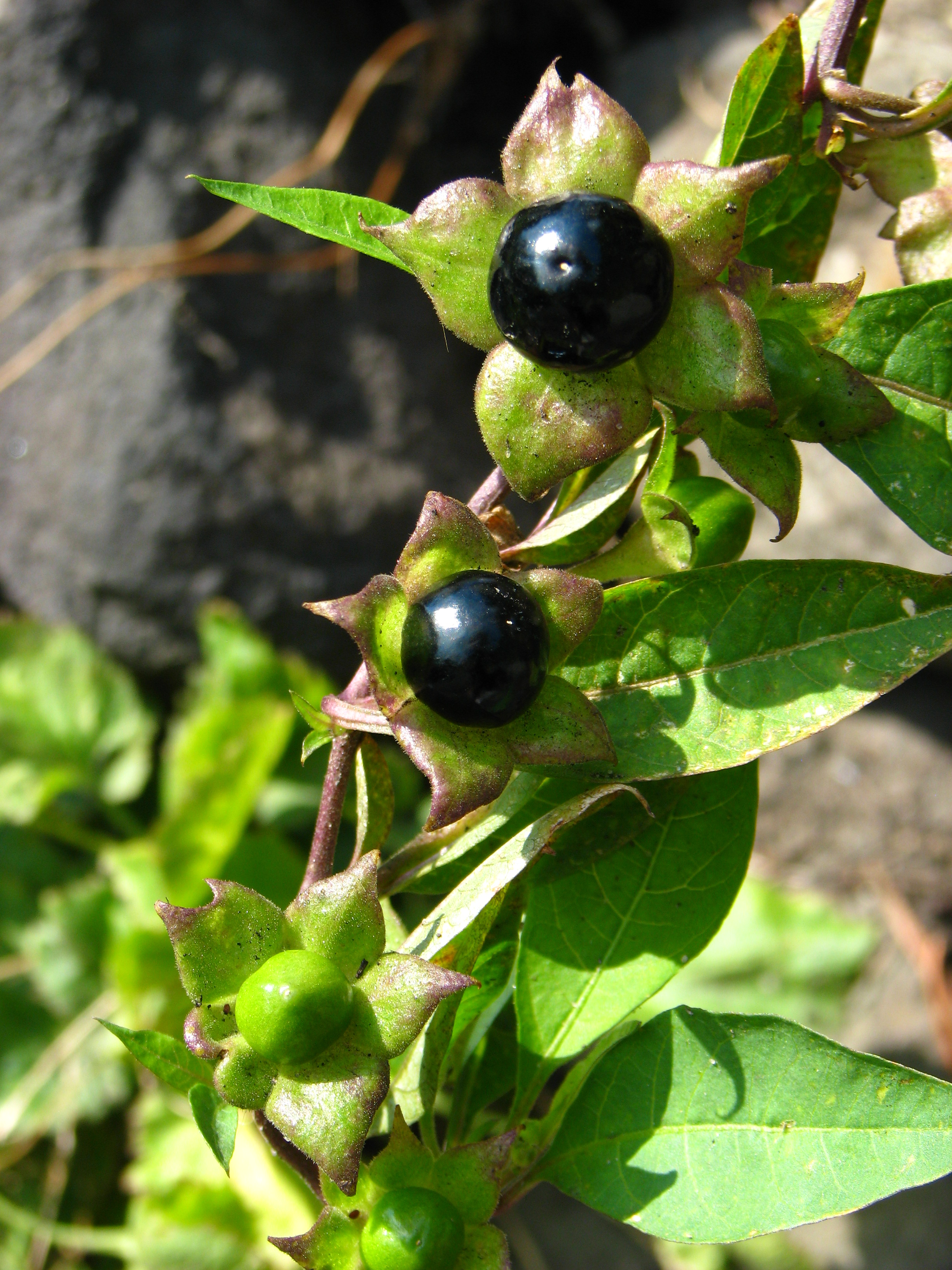
Tollkirsche

## Biosynthese
In Nachtschattengewächsen konnte gezeigt werden, dass Tropin und Pseudotropin beide NADPH-abhängige Reduktion von Tropinon entstehen, wobei die beiden Produkte durch zwei Enzyme gebildet werden.

## Herstellung
Pseudotropin fällt bei der Reduktion von Tropinon neben Tropin an. Da das Pseudotropin gegenüber Tropin stabiler ist, kann ersteres auch durch Epimerisierung gewonnen werden, indem letzteres mit Natriumpentanolat  gekocht wird.
Eine Totalsynthese ist ausgehend von 4-Nitro-1-buten  möglich. Dieses wird zunächst mit Acrolein und Natriummethanolat in Methanol zu einem Acetal umgesetzt. Durch Reduktion mit Zink und Ammoniumchlorid wird ein monocyclisches Nitron erhalten, das durch Erhitzen in Toluol am Rückfluss zu einem Tricyclus cyclisiert werden kann. Die Struktur dieses Intermediats entspricht im Wesentlichen dem Pseudotropin, es enthält jedoch eine zusätzliche Bindung zwischen Stickstoff und Sauerstoff und es weist keine N-Methylgruppe auf. Die Verbindung kann auch leicht in Pseudotropin umgewandelt werden: Entweder durch Hydrierung an Palladium und anschließende Methylierung mittels Eschweiler-Clarke-Reaktion oder durch Methylierung mit Methyliodid und anschließende Reduktion mit Lithiumaluminiumhydrid.

## Reaktionen
Die Oxidation von Pseudotropin ergibt Tropinon, die Dehydratisierung Tropidin.

## Externe Links zu erwähnten Verbindungen
1. ↑  Externe Identifikatoren von bzw. Datenbank-Links zu Natriumpentanolat:  CAS-Nr.: 1941-84-0, PubChem: 23675634, Wikidata: Q125547553.
2. ↑  Externe Identifikatoren von bzw. Datenbank-Links zu 4-Nitro-1-buten:  CAS-Nr.: 32349-29-4, PubChem: 10887842, Wikidata: Q82265862.
3. ↑  Externe Identifikatoren von bzw. Datenbank-Links zu Tropidin:  CAS-Nr.: 529-18-0, PubChem: 564942, Wikidata: Q82110124.